# 密苏里妥协

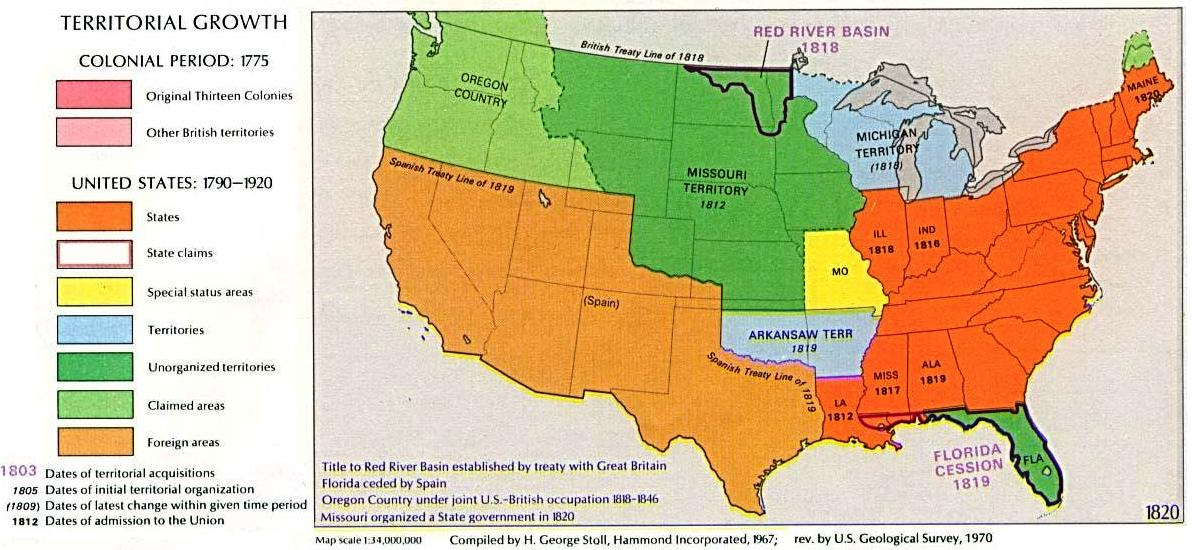
1819年的美国（图中橙色和浅绿色部分当时不是美国领土）。密苏里妥协禁止了在平原地区（上方深绿色）实行奴隶制度，但密苏里（黄色）和阿肯色（下方蓝色）领地则不在此限。

密苏里妥协（英語：Missouri Compromise）是美国国会中的蓄奴州与自由州在1820年达成的一项协议，其主旨在于规范在西部新领土上所建各州的蓄奴行为。该协议规定，在原路易斯安那领地土地上新建的各州中，除密苏里州外，禁止北纬36.5°线以北各州蓄奴。为了防止蓄奴州在参议院占据多数，又允许马萨诸塞州北部的缅因地区独立成为缅因州，恢复蓄奴州与自由州在数目上的平衡。该妥协的达成与后来的废除，对此后的美国历史产生了重大影响。

## 产生背景
美國獨立后，即相继接纳蓄奴州与自由州加入联邦。至1819年阿拉巴马州加入联邦后，蓄奴州多在南方，自由州多在北方，兩方各有11个州，故在国会参议院内双方各有22名代表，勢均力敵；在国会众议院内，北方由于人口较多，拥有105个席位，南方仅有81席，后者不甘居于劣势，因此竭力谋求增加在国会参议院的席位。此时，密苏里问题的出现为南方提供了机会。
密苏里领地是1803年美国从法国购入的路易斯安那领地的一部分。到1817年，该领地居民达六万六千人（含约一万名黑奴），向国会申请作为新的一州，加入联邦。但对于该州的奴隶制存续与否，却引起了重大争论。国会上一次就此类问题作出规定是1787年的西北土地法令，但其中只规定在密西西比河以东、俄亥俄河以北禁止蓄奴，对于新购的路易斯安那领地，该法案并不适用。因此，围绕密苏里州的奴隶制度问题，南北双方的矛盾迅速激化。1819年2月13日，密苏里州提请加入联邦的议案被提交众议院讨论，来自纽约州的众议员詹姆斯·塔尔梅奇提出一项修正案，要求在密苏里州内禁止引入新的奴隶，并且现有奴隶的子女到25岁时均可成为自由人，从而逐步消除该州的奴隶制。经过激烈讨论，该修正案在众议院获得通过。但在参议院，由于南北双方势均力敌，辩论陷入僵局，最终整个提案未能通过。

## 妥协与批评

1850年时的蓄奴州（红色）、自由州（蓝色）及北纬36.5°线（绿色）。

局面的转机出现于1819年12月，当时已由马萨诸塞州分离出来的缅因地区申请作为自由州加入联邦，使得密苏里州成为蓄奴州的前景暂时不会威胁到参议院的均势。在这种情况下，国会再次集会，经参众两院几次反复，至翌年3月3日，参院通过缅因作为新的一州加入联邦，并附加两项修正案，分别为：一，同时允许密苏里州人民自主制定州宪法；二，在其余的路易斯安那领地中，北纬36.5°（密苏里州南界纬度）以北永久禁止蓄奴。至此，南北双方都有所收获。南方经过斗争，争取到密苏里州作为蓄奴州的地位；北方则保持住了参议院内的均势，并抑制了蓄奴地区的进一步扩大（路易斯安那领地大部分在北纬36.5°以北）。
1820年4月20日，詹姆斯·门罗总统宣布正式接纳密苏里为美国的第24个州。但密苏里州加入联邦的立法程序仍未全部完成。当国会的1820-1821会期对最终接纳密苏里州进行审议时，该州宪法中要求排除“自由黑人与混血人种”的条款，再次引起了争论。在亨利·克莱的斡旋之下，密苏里州最终于1821年8月10日被联邦接纳，条件是，密苏里州宪法中的排除条款“不得有损任何美国公民的特权和豁免权”。有人将这一故意含糊其辞的做法称作“第二次密苏里妥协”。
虽然密苏里妥协暂时解决了密西西比河以西奴隶制度的存废问题，但无法根本弥合南北双方在社会经济制度上的巨大歧异，反而使得双方的竞争更趋激烈。托马斯·杰斐逊在当时给缅因州众议员约翰·霍尔姆斯的信中，不无忧心地写道：
……然而这个重大的问题，如同黑夜里的火灾警钟一般，令我惊醒并充满恐惧。我一度觉得这是联邦的丧钟。此时此刻，这个方案确是息事宁人。但这终究是缓期行刑，不是最终判决。这条具有政治和道德意味的地理界线一旦出炉，只怕会引起人们的愤怒情绪，并且永远无法弥平。任何新的刺激，都只会使这种愤怒越来越深。”

## 事实废除与被判违宪

动画表示1789–1861年间自由州与蓄奴州的消长。蓝色为自由州，红色为蓄奴州。

杰斐逊的预言不久就成为现实。在密苏里妥协生效后，南方仍然谋求向新拓展的北纬36.5°以北地区扩大蓄奴范围。民主党参议员斯蒂芬·道格拉斯于1854年提出议案，要求新加入联邦的堪萨斯和内布拉斯加两地（均在北纬36.5°以北）是否为自由州应由当地居民自行决定。尽管引致巨大批评声浪，众参两院還是通过堪萨斯-内布拉斯加法案。该法事实上终结了密苏里妥协的原则，从而使得南北双方在蓄奴制度扩大问题上的矛盾大大激化。
在三年后的斯科特诉桑福德案（60 U.S. 393 (1857)）中，密苏里妥协进一步被宣告违宪。原告黑人奴隶斯科特曾被主人带往北方的自由州伊利诺伊和自由准州威斯康星，后回到蓄奴的密苏里州。他援引密苏里妥协案，要求获得自由。最高法院最终以7：2驳回了斯科特的告诉，其中关于原告援引密苏里妥协的部分，首席大法官罗杰·坦尼的判决意见是：斯科特不能因为到过所谓自由准州威斯康星就获得自由，因为在威斯康星準州排除奴隶制的是密苏里妥协案，而制定《密苏里妥协案》超出了国会的宪法权力。这样一来，生效三十多年的密苏里妥协便被正式宣告违宪，而这一判决也使得南北矛盾白热化，最终导致了南北战争的爆发。

## 延伸阅读
- Dixon, Mrs. Archibald. . 
The Robert Clarke company. 1899: 623. Url（页面存档备份，存于）
- Forbes, Robert Pierce. . 
Univ of North Carolina Press. 2007: 369. ISBN 9780807831052. Url（页面存档备份，存于）
- Howe, Daniel Walker. (2010). "Missouri, Slave Or Free?" American Heritage,

Vol. 60 Issue 2, p21-23 [online]
- Peterson, Merrill D. . 
University of Virginia Press. 1960: 548. ISBN 0-8139-1851-0. Url（页面存档备份，存于）
- Wilentz, Sean. (2004).Jeffersonian Democracy and the Origins of Political Antislavery in the United States: The Missouri Crisis Revisited,
Journal of the Historical Society, Vol. 4 Issue 3, pp 375–401
- Humphrey, Rev. Heman, D.D. . 
Reed, Hull & Peirson, Pittsfield. 1854: 32. Url（页面存档备份，存于）
- Brown, Richard Holbrook. (1964). The Missouri compromise: political statesmanship or unwise evasion?,

Heath, pp.85, Url（页面存档备份，存于）
- Moore, Glover. (1967). The Missouri controversy, 1819-1821,

University of Kentucky Press (Original from Indiana University), pp.383, Url（页面存档备份，存于）
- Woodburn, James Albert. (1894). The historical significance of the Missouri compromise,

Government Printing Office, Washington DC, pp.297, Url（页面存档备份，存于）